# Евфимий (Лука)
Архиепи́скоп Евфи́мий (рум. Arhiepiscop Eftimie, в миру Виктор Лука, рум. Victor Luca; 9 ноября 1914, село Скитул, коммуна Хангу, жудец Нямц, Королевство Румыния — 4 ноября 2014, Роман) — епископ Румынской православной церкви, архиепископ Романский и Бакэуский Молдавской митрополии Румынской православной церкви (c 2009 года).

## Биография
Родился 9 ноября 1914 года в селе Скитул, коммуне Хангу (сегодня коммуна Чахлэу), жудец Нямц, Королевство Румыния.
В 1921—1928 годах получил начальное образование в школе родной деревни, а с 1930 по 1933 год обучался в школе церковных певчих в Яссах.
В 1934 году вступил в братию монастыря Слатина. В 1941 г, окончил монашескую семинарию в монастыре Черника. В том же году принял монашеский постриг и иеродиаконское рукоположение в монастыре Чолану. В 1949 г. окончил богословский факультет Сучавы, продолжил обучение в богословский институте Бухарестского университета (1948—1949). Окончил курс со степенью бакалавра богословия с отличием. В 1947 г. был рукоположен во иеромонаха.
1 апреля 1949 года ему назначен настоятелем Монастыря Бистрица-Нямц, которым он успешно руководил до 1966 года, а в период с 1951 по 1960-е годы одновременно с руководством монастыря Бистрица служил экзархом (благочинным) монастырей Романской и Хуской епархии, и в этом качестве он занимался реорганизацией монашеской жизни как по хозяйственной линии, так в области духовной жизни.
В 1966 годы возведён в достоинство архимандрита и назначен настоятелем монастыря Иоанна Нового в Сучаве (1966—1971). Организовал реставрацию собора святого Георгия и монашеских корпусов.
13 декабря 1971 года был избран викарием Романской и Хушской епархии с титулом «Бырладский». Его епископская хиротония состоялась 30 января 1972 года.
20 апреля 1978 года избран правящим епископом Романским и Хушским. Его настолование последовало 23 апреля 1979 года.
После выделения 15 сентября 1996 года самостоятельной Хушской епархии, носил титул Романского.
Епископ Евфимий был первым иерархом римской епархии, который с 1998 года прибегает к археологии, чтобы расшифровать некоторые неизвестные сведения из истории возглавляемой им епархии и города, где находится кафедральный собор.
18 июня 2009 года возведён в достоинство архиепископа с титулом Романский и Бакэуский.
Последние годы жизни являлся старейшим по возрасту архиереем Румынской Православной Церкви.
Скончался 4 ноября 2014 года, за пять дней до своего столетия. Похоронен в Романском Параскевинском соборе.

## Награды
- Великий офицер ордена «За заслуги перед культурой»[рум.] в категории G «Культы» (2004, Румыния)[4]

## Публикации
- Semificaţia unor momente şi acţiuni privind cinstirea moaştelor Sfântului Mucenic loan cel Nou de la Suceava // Biserica Ortodoxă Română, an. XCI, 1973, nr. 1-2, 183—189.
- Probleme religioase-morale în scrierile lui Dimitrie Cantemir // Mitropolia Moldovei și Sucevei, an. XLIX, 1973, nr. 9-10, 590—594.
- Clerici ortodocsi din eparhia Romanului şi Huşilor în Războiul din 1916—1918 // Biserica Ortodoxă Română, an. XCVI, 1978, nr. 11-12, 1264—1273.
- Referiri ale episcopului Melchisedec la unirea şi unitatea românilor // Mitropolia Moldovei și Sucevei, an. LIV, 1978, nr. 9-12, 661—667.
- La o sută de ani de la alegerea şi instalarea la Roman a episcopului Melchisedec Stefănescu (1879—1979) // Biserica Ortodoxă Română, an. XXIX, 1979, nr. 10-12, 729—745.
- Miron Costin şi împrejurările în care oraşul Roman a devenit legat de această mare personalitate a poporului român // Biserica Ortodoxă Română, an. LVII, 1981, nr. 4-6, 261—271.
- Episcopul Melchisedec Stefănescu. Viaţa şi înfăptuirile sale, Roman, 1982.